# Chionachne hubbardiana
Chionachne hubbardiana är en gräsart som beskrevs av Johannes Jan Theodoor Henrard. Chionachne hubbardiana ingår i släktet Chionachne och familjen gräs. Inga underarter finns listade i Catalogue of Life.